# Paulo André
Pour les articles homonymes, voir Benini et André.
Paulo André est un ancien footballeur ayant la double nationalité brésilo-italienne né le 20 août 1983 à Campinas, au Brésil. Il jouait au poste de défenseur central.

## Carrière
Il signe en juin 2006 au Mans UC pour un contrat de 4 saisons. Il marque rapidement son premier but, face à Sedan le 16 septembre 2006, concluant une victoire 2 buts à 1. En seulement quelques matchs, il s'impose comme un défenseur porté vers l'avant et méritant sa place. Mais au bout de seulement 5 matchs, il est gravement blessé au tendon rotulien et sa saison s'achève prématurément. La seconde saison sera également marquée par les blessures et il ne jouera aucun match en ligue 1, reprenant l'entraînement avec la CFA. Il ne fait pas partie du groupe prometteur formé par Baša, Matsui, Calvé ou Romaric. Après les départs de ces derniers à l'intersaison, il fait son retour dans le groupe pro pour la saison 2008-2009. Yves Bertucci le nomme même vice-capitaine avec Mathieu Coutadeur et Anthony Le Tallec pour seconder Frédéric Thomas. Mais après une saison moyenne sur le plan individuel autant que collectif, il décide de rentrer au pays, dans un premier temps sous la forme d'un prêt. Le 4 août 2009, le joueur et le Mans UC acceptent un prêt d'un an sans option d'achat au SC Corinthians, où il joue aux côtés de Ronaldo. En juillet 2010, il a finalement signé de nouveau avec les Corinthians après avoir résilié son contrat à l'amiable avec Le Mans.

## Statistiques
- Statistiques dans le championnat brésilien
- 13 matchs avec Guarani FC
- 37 matchs et 2 buts avec Clube Atlético Paranaense
- 36 matchs et 2 buts avec Le Mans UC
- 12 matchs avec SC Corinthians

## Palmarès

### En club
| - SC Corinthians - Campeonato Brasileiro Série A - Champion : 2011. - Copa Libertadores - Champion : 2012. - Coupe du monde des clubs de la FIFA - Champion : 2012. |

### Distinctions
- Bola de Prata : 2011